# Compenius-orglet på Frederiksborg Slot
Compenius-orglet på Frederiksborg Slot er en dansk dokumentarfilm fra 1954 instrueret af Christen Jul efter eget manuskript.

## Handling
I slotskirken på Frederiksborg Slot står det berømte Compeniusorglet fra år 1610, urørt af tiderne, bevaret fuldt spilledygtigt, som et enestående minde om orglets bygmester, Esaias Compenius fra Brunsvig, og som et levende vidnesbyrd om Christian 4.'s festlige og musikglade tid. Det er bygget i træ og har et væld af orgelpiber med særprægede stemmer. Det er et koncert- og danseorgel, der giver datidens musik dens fulde glans. Dietrich Buxtehude, århundredets store komponist, skrev musik, der endnu i dag levendegør orglets egen tid, som man også kan fornemme i filmens gengivelser af dagliglivsbilleder fra Hans Kniepers berømte kongegobeliner.